# Anethoporus schalleri
Anethoporus schalleri är en mångfotingart som först beskrevs av Kraus 1960.  Anethoporus schalleri ingår i släktet Anethoporus och familjen Spirostreptidae. Inga underarter finns listade i Catalogue of Life.